# Hochrindl, Nemški Grebinj
Hochrindl je naselje v Občini Nemški Grebinj v Okraju Šentvid ob Glini na Koroškem v Avstriji.